# 유니스 카누니

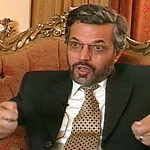
'미국의 소리' 방송에서의 유니스 카누니.

유니스 카누니(يونس قانوني, Yunis(Yunus) Qanuni(Qanooni 또는 Qanouni) (1957년 - )는 아프가니스탄 정치가이다.
아프가니스탄 판지셰르 계곡 출신의 타지크족인 카누니는 다수파인 파슈툰족에 속하지 않는 아프간인들의 지지를 받는 새 정당을 조직하려고 하는 이슬람주의 보수파 정치인이다.
그의 정당은 메헤즈 이 밀리(Mehez-e-Milli, 아프간 국민당)이라고 불린다.

## 미국의 아프가니스탄 침공에 대한 관여
그는 북부동맹의 일원으로서 미국의 2001년 아프가니스탄 침공을 강력히 지지했으나 파키스탄의 개입에는 반대했다. 파키스탄은 북부동맹에 기초한 새 정부 보다 개혁된 탈리반 정부를 선호했기 때문이다.
그는 2001년에 암살된 아흐마드 샤 마수드의 정파와 밀접한 관계를 갖고 있었다.
2001년, 카누니는 독일 본에서 열린 아프가니스탄 문제에 관한 본 회의에 북부동맹 협상대표로 참석했다.

## 최근 행적
탈리반 정부의 붕괴 후, 카누니는 잠정정권의 내무장관을 맡았고, 이어 과도정부(2004년 6월 발족)에서는 교육장관으로 전보되는 한편 임시 대통령 하미드 카르자이의 안보보좌관을 맡았다.
2004년 정식 정부 수립을 위한 대통령 선거를 앞두고 카누니의 동맹자 모하마드 파힘이 카르자이의 러닝메이트 부통령 후보로 지명되지 못하자 그는 스스로 대통령 선거에 뛰어들었다. 카불에서의 선거유세중, 그는 카르자이의 지지자들이 바그람과 쿤두즈 주에서 그의 선거운동원을 투옥했다고 비난했다. 2004년 10월 5일, 카누니의 선거운동을 지원하던 압둘 아지즈가 신단드에서 암살되었다.
2004년 10월 9일 실시된 대통령 선거에서 카누니는 카르자이에 크게 뒤진 2위에 머물렀다. 2004년 12월 23일, 카르자이 대통령은 새 내각을 발표하면서 카누니와 파힘을 배제하였다.
카누니는 일반적으로 북부동맹과 아프가니스탄 과도 정부를 지배했던 타지크족 세력의 대변자로 받아들여졌지만, 2004년 대통령 선거 이래 권력에서 크게 밀려났다.
그는 자기 당을 포함한 여러 정당으로 구성되는 정치 블록 자바하이 타파힘 밀리(Jabahai Tafahim Millie; 국민화해전선)을 결성했다.
카누니는 2005년 아프가니스탄 총선에 출마, 손쉽게 카불주 2위로 당선되었고, 동년 12월 21일, 122:117로 하미드 카르자이 대통령의 지원을 받는 압둘 라술 사이야프를 꺾고 월레시 지르가(하원) 의장으로 선출되었다.
이에 따라 그는 야당 블록인 국민화해전선 대표직을 월레시 지르가 의장 선거에서 그를 지지한 부르하누딘 랍바니에게 넘겼다.

## 인용문
"나의 입후보는 자리를 차지하기 위함이 아니라 아프가니스탄을 구하고, 미래의 아프가니스탄 정부를 만들기 위한 것이다. 어떤 직위를 제시해도 나의 결심을 바꿀 수는 없다." - 2004년 8월

## 역대 선거 결과
| 선거명      | 직책명                | 대수 | 정당             | 득표율 | 득표수      | 결과 | 당락 |
| ----------- | --------------------- | ---- | ---------------- | ------ | ----------- | ---- | ---- |
| 2004년 선거 | 아프가니스탄의 대통령 | 13대 | 신아프가니스탄당 | 16.28% | 1,306,503표 | 2위  | 낙선 |

| 전임 칼릴 아바위 (공석) | 제15대 월레시 지르가 의장 2005년 12월 7일 ~ 2010년 12월 6일 | 후임 (공석) 압둘 라우프 이브라히미 |

## 같이 보기
- 아흐마드 마스우드